# Fly by Night Tour
Il Fly by Night Tour è il secondo tour ufficiale della band canadese Rush.

## Storia
A distanza di sole due settimane dal precedente tour, i Rush iniziano la serie di concerti a sostegno del nuovo album Fly by Night.
La tournée, è strutturata in una serie di tappe negli Stati Uniti d'America, di solito come gruppo spalla per altre band più note (nella maggior parte dei casi i Kiss), ed una serie di tappe in territorio canadese, solitamente come headliner, cioè come gruppo principale; in questi casi tra le band che aprono per i Rush troviamo: gli Heavy Metal Kids, gli Styx, Joe Meldenson, i The Tubes. In totale vengono eseguiti 72 spettacoli, più uno cancellato. Una esibizione si svolge nell'ambito del festival musicale "KSHE Kite Fly Festival", dove i Rush suonano come gruppo d'apertura per Charlie Daniels.
Grazie ad un lento ma costante aumento di consensi, i Rush verso la fine del Fly by Night Tour riescono a riempire come headliner teatri di circa 4000 posti. Il totale degli spettatori durante il tour si stima essere superiore alle 100.000 unità.
Durata approssimativa dello show: 40/60 minuti.
Nell'ottobre 2020 è stato realizzato il Tourbook del Fly by Night Tour, il secondo tour del gruppo per il quale non era prevista nessuna pubblicazione: i tourbook sono stati in origine realizzati solo a partire dal 2112 Tour, mentre i primi tre tour del gruppo non erano accompagnati dalla distribuzione degli opuscoli. La pubblicazione include foto d'epoca, la lista dell'equipaggiamento utilizzato dai musicisti durante il tour, lo staff impiegato nell'organizzazione degli show, sul modello dei tourbook originali resi disponibili per ogni tour della band a partire dal 1976.

## Formazione
- Geddy Lee – basso elettrico, voce
- Alex Lifeson – chitarra elettrica, chitarra acustica, cori
- Neil Peart – batteria, percussioni

## Scaletta
Così come nel tour precedente, anche in questo tour la scaletta proposta può subire variazioni a seconda dello show. In linea di massima i brani eseguiti provengono dai due album già pubblicati, anche se in alcuni casi vengono proposte ancora anche cover, come Bad Boy.
Ecco, a titolo esemplificativo, la setlist di due spettacoli dell'epoca:
7 aprile 1975, Cleveland:
- Finding My Way
- Best I Can
- What You're Doing
- Anthem
- Beneath, Between & Behind
- In the End
- Fly by Night
- Working Man / assolo di batteria
- In the Mood
- Need Some Love
- Bad Boy (brano di Larry Williams, portato al successo dai Beatles)

25 giugno 1975, Toronto
- Finding My Way
- Best I Can
- Anthem
- Beneath, Between & Behind
- In the End
- Fly by Night
- By-Tor & the Snow Dog
- Working Man / assolo di batteria
- In the Mood
- Need Some Love
- bis: What You're Doing

## Date
Calendario completo del tour
| Data             | Città           | Paese                 | Luogo                                               | Note                              |
| ---------------- | --------------- | --------------------- | --------------------------------------------------- | --------------------------------- |
| 14 febbraio 1975 | Waterloo        | Canada                | Wilfred Laurier University Theatre Auditorium       |                                   |
| 15 febbraio 1975 | Owen Sound      | Canada                |                                                     |                                   |
| 16 febbraio 1975 | Barrie          | Canada                |                                                     |                                   |
| 17 febbraio 1975 | London          | Canada                | London Arena                                        |                                   |
| 18 febbraio 1975 | Kingstone       | Canada                |                                                     |                                   |
| 20 febbraio 1975 | Indianapolis    | Stati Uniti d'America | Convention Center                                   |                                   |
| 21 febbraio 1975 | Mount Pleasant  | Stati Uniti d'America | Finch Fieldhouse                                    |                                   |
| 27 febbraio 1975 | Dallas          | Stati Uniti d'America | Travist St. Electric                                |                                   |
| 28 febbraio 1975 | La Porte        | Stati Uniti d'America | Sylvan Beach Pavilion                               |                                   |
| 5 marzo 1975     | Atlanta         | Stati Uniti d'America | Electric Ballroom                                   |                                   |
| 6 marzo 1975     | Atlanta         | Stati Uniti d'America | Electric Ballroom                                   |                                   |
| 7 marzo 1975     | Atlanta         | Stati Uniti d'America | Electric Ballroom                                   |                                   |
| 8 marzo 1975     | Atlanta         | Stati Uniti d'America | Electric Ballroom                                   |                                   |
| 10 marzo 1975    | North Hampton   | Stati Uniti d'America | Roxy Theatre                                        |                                   |
| 11 marzo 1975    | Newark          | Stati Uniti d'America | Stone Ballroom                                      |                                   |
| 18 marzo 1975    | South Bend      | Stati Uniti d'America | Morris Civic Center                                 | aprono per Aerosmith              |
| 19 marzo 1975    | Battle Creek    | Stati Uniti d'America | The Rafters                                         |                                   |
| 22 marzo 1975    | Cincinnati      | Stati Uniti d'America | Schmidt Fieldhouse                                  |                                   |
| 26 marzo 1975    | Fort Wayne      | Stati Uniti d'America | Memorial Coliseum                                   | aprono per Aerosmith              |
| 27 marzo 1975    | Kenosha         | Stati Uniti d'America | Kenosha Ice Arena                                   | aprono per Kiss e Thin Lizzy      |
| 28 marzo 1975    | Chicago         | Stati Uniti d'America | Aragon Ballroom                                     | aprono per Aerosmith              |
| 31 marzo 1975    | Lansing         | Stati Uniti d'America | Civic Center                                        | aprono per Aerosmith e Ted Nugent |
| 2 aprile 1975    | Columbus        | Stati Uniti d'America | Veterans Memorial Auditorium                        | aprono per Aerosmith              |
| 4 aprile 1975    | Flint           | Stati Uniti d'America | Nordic Arena                                        | aprono per Aerosmith              |
| 5 aprile 1975    | Youngstown      | Stati Uniti d'America | Beeghly Center                                      | aprono per Aerosmith              |
| 6 aprile 1975    | Washington      | Stati Uniti d'America | GW Lisner Auditorium                                | aprono per Kiss                   |
| 7 aprile 1975    | Cleveland       | Stati Uniti d'America | Agora Ballroom                                      | esibizione radiodiffusa           |
| 8 aprile 1975    | Akron           | Stati Uniti d'America | Akron Civic Theatre                                 | aprono per Kiss                   |
| 9 aprile 1975    | Erie            | Stati Uniti d'America | County Fielhouse                                    | aprono per Kiss                   |
| 11 aprile 1975   | Detroit         | Stati Uniti d'America | Michigan Concert Palace                             |                                   |
| 12 aprile 1975   | Normal          | Stati Uniti d'America | Union Auditorium Illinois State University          | aprono per Kiss                   |
| 13 aprile 1975   | St. Louis       | Stati Uniti d'America | Aviation Field, Forest Park, KSHE Kite Fly Festival | con Charlie Daniels Band          |
| 15 aprile 1975   | Pittsburgh      | Stati Uniti d'America | Stanley Theatre                                     | aprono per Kiss                   |
| 17 aprile 1975   | Burlington      | Stati Uniti d'America | Burlington Auditorium                               | aprono per Kiss                   |
| 18 aprile 1975   | Belleville      | Stati Uniti d'America | Belleville Area College                             |                                   |
| 19 aprile 1975   | Palatine        | Stati Uniti d'America | Fremd High School                                   | aprono per Kiss                   |
| 21 aprile 1975   | Louisville      | Stati Uniti d'America | Veterans Memorial Auditorium                        | aprono per Kiss                   |
| 22 aprile 1975   | Indianapolis    | Stati Uniti d'America | Convention Centre                                   | aprono per Kiss                   |
| 24 aprile 1975   | Johnson City    | Stati Uniti d'America | Freedom Hall Civic Center                           | aprono per Kiss                   |
| 25 aprile 1975   | Charlotte       | Stati Uniti d'America | Charlotte Park Centre                               | aprono per Kiss                   |
| 26 aprile 1975   | Fayetteville    | Stati Uniti d'America | Cumberland Country Memorial Arena                   | aprono per Kiss                   |
| 27 aprile 1975   | Richmond        | Stati Uniti d'America | Richmond Arena                                      | aprono per Kiss                   |
| 3 maggio 1975    | Bedford         | Stati Uniti d'America | Chanel High School                                  |                                   |
| 6 maggio 1975    | Milwaukee       | Stati Uniti d'America | Riverside Theatre                                   | aprono per Kiss                   |
| 8 maggio 1975    | Lockport        | Stati Uniti d'America | Louis University                                    | aprono per Kiss                   |
| 9 maggio 1975    | Ada             | Stati Uniti d'America | Ohio Northern University                            | aprono per Kiss                   |
| 10 maggio 1975   | Harrisburg      | Stati Uniti d'America | State Farm Arena                                    | aprono per Aerosmith              |
| 16 maggio 1975   | Portchester     | Stati Uniti d'America | Capitol Theatre                                     | aprono per Blue Öyster Cult       |
| 17 maggio 1975   | Johnston        | Stati Uniti d'America | War Memorial Arena                                  | aprono per Kiss                   |
| 22 maggio 1975   | Yakima          | Stati Uniti d'America | Capitol Theater                                     | aprono per Kiss                   |
| 23 maggio 1975   | Medford         | Stati Uniti d'America | Armony                                              | aprono per Kiss                   |
| 24 maggio 1975   | Portland        | Stati Uniti d'America | Paramount Northwest                                 | aprono per Kiss                   |
| 25 maggio 1975   | Seattle         | Stati Uniti d'America | Paramount Theatre                                   | aprono per Kiss                   |
| 26 maggio 1975   | Portland        | Stati Uniti d'America | Paramount Northwest                                 | aprono per Kiss                   |
| 27 maggio 1975   | Spokane         | Stati Uniti d'America | Gonzaga University                                  | aprono per Kiss                   |
| 29 maggio 1975   | Las Vegas       | Stati Uniti d'America | Sahara Hotel                                        | aprono per Kiss                   |
| 30 maggio 1975   | Los Angeles     | Stati Uniti d'America | Shrine Auditorium                                   | aprono per Kiss                   |
| 1º giugno 1975   | San Francisco   | Stati Uniti d'America | The Winterland                                      | aprono per Kiss                   |
| 6 giugno 1975    | Fresno          | Stati Uniti d'America | Warnors Theatre                                     | aprono per Kiss                   |
| 7 giugno 1975    | San Diego       | Stati Uniti d'America | Civic Theatre                                       | aprono per Kiss                   |
| 13 giugno 1975   | Windsor         | Canada                | Cleary Auditorium                                   |                                   |
| 14 giugno 1975   | Whitby          | Canada                | Iroquois Park                                       |                                   |
| 18 giugno 1975   | Regina          | Canada                | Trianon Ballroom                                    |                                   |
| 19 giugno 1975   | Winnipeg        | Canada                | Convention Centre                                   | data cancellata                   |
| 20 giugno 1975   | Thunder Bay     | Canada                | The Arena                                           |                                   |
| 21 giugno 1975   | Sault St. Marie | Canada                | Memorial Gardens                                    |                                   |
| 22 giugno 1975   | Dundas          | Canada                | The Arena                                           |                                   |
| 23 giugno 1975   | Lakefield       | Canada                | The Arena                                           |                                   |
| 25 giugno 1975   | Toronto         | Canada                | Massey Hall                                         |                                   |
| 26 giugno 1975   | Kitchener       | Canada                | Waterloo Lutheran Un. Theatre                       |                                   |
| 27 giugno 1975   | London          | Canada                | Centennial Hall                                     |                                   |
| 28 giugno 1975   | Bala            | Canada                | Kee to Bala                                         |                                   |
| 29 giugno 1975   | Port Dover      | Canada                | Summer Gardens                                      |                                   |

## Documentazione
Riguardo al Fly by Night Tour sono reperibili le seguenti testimonianze audio e cartacee:
- Ohio 1975[5][6][7], album live del 2015 non incluso però nella discografia ufficiale del gruppo, Cleveland, 7 aprile 1975
- ABC 1974[8][9], album live del 2011 non incluso però nella discografia ufficiale del gruppo, le tracce Anthem, Beneath, Between & Behind e Fly by Night, Cleveland, 7 aprile 1975[10].
- Fly by Night Tourbook, pubblicato nell'ottobre 2020.